# Maxence Fermine
Maxence Fermine (Albertville, 17 marzo 1968) è uno scrittore francese.

## Biografia
Dopo aver trascorso parte della sua infanzia a Grenoble, si trasferisce a Parigi, vivendovi per 13 anni. Riesce a iscriversi alla facoltà di Lettere per un anno, poi decide di partire per l'Africa, per lavorare in un ufficio in Tunisia.
Dopo il successo di Neve (tradotto in 17 lingue), si è dedicato completamente alla scrittura di romanzi.
Attualmente vive in Savoia con la sua famiglia e lavora dal 2010 come reporter per l'Alpes Magazine.

## Opere

### Romanzi
- Neve. E si amarono l'un altro sospesi su un filo di neve (Neige, 1999) (Bompiani, 1999)
- Il violino nero (Le violon noir, 1999) (Bompiani, 2001)
- L'apicoltore (L'apiculteur, 2000) (Bompiani, 2002) 
 (vincitore Premio Murat 2001)
- Opium (Opium, 2002) (Bompiani, 2003)
- Amazone e la leggenda del pianoforte bianco (Amazone, 2004) (Bompiani, 2005) 
 (vincitore Prix Europe 1)
- Tango Masai. L'ultimo sultano (Tango Massai, 2005) (Bompiani, 2006)
- Il labirinto del tempo (Le labyrinthe du temps, 2006) (Bompiani, 2008)
- (Le tombeau d'étoiles, 2007)
- (Les carnets de guerre de Victorien Mars, 2008)
- (Le papillon de Siam, 2010)
- (Rhum Caraïbes, 2011)
- (Noces de Sel, 2012)
- Il palazzo delle ombre (Le palais des ombres, 2014) (Bompiani, 2016)
- (La probabilité mathématique du bonheur, 2019)
- Dance me to the end of love (2023) (AnimaMundi Edizioni, 2023)
- Se solo tu mi toccassi il cuore (2024) (Bompiani, 2024)

### Serie del Regno delle ombre
1. La piccola mercante di sogni (illustrato da vari artisti) (La petite marchande de rêves, 2012) (Bompiani, 2013)
2. La bambola di porcellana (illustrato da Lionel Richerand) (La poupée de porcelaine, 2013) (Bompiani, 2014)
3. La fata dei ghiacci (illustrato da Louise Robinson) (La fée des glaces, 2013) (Bompiani, 2015)

### Racconti
- (Sagesses et malices de Confucius le roi sans royaume, 2001) (con Olivier Besson) 
 (raccolta di 42 racconti)
- Billard blues (Billard blues, 2003) (Bompiani, 2004) 
 (comprendente i racconti Billard blues, Jazz Blanc e Poker)

### Altre edizioni
- La trilogia dei colori (Bompiani, 2003) 
 (comprendente i romanzi Neve, Il violino nero e L'apicoltore)
- Neve (con illustrazioni di Georges Lemoine) (Bompiani, 2008)